# کالیبر ۳۹×۷٫۶۲ میلی‌متر
کالیبر ۳۹×۷٫۶۲ میلی‌متر (انگلیسی: 7.62×39mm) (با نام مستعار ۷٫۶۲ اتحاد جماهیر شوروی یا نام سابق ۰٫۳۰ روسیه کوتاه) یک فشنگ واسطه ای باریک ساخته شده توسط اتحاد جماهیر شوروی است که در طول جنگ جهانی دوم طراحی شده است. با توجه به گسترش جهانی اسلحه‌های سیمونوف (SKS) و کلاشینکف (AK-47) و همچنین مسلسل‌های سبک آر پی دی و آر پی کی، این فشنگ هم توسط نظامیان و هم توسط غیرنظامیان به‌طور یکسان مورد استفاده قرار می‌گیرد.
اندکی پس از جنگ جهانی دوم، کلاشینکف طراحی و تولید گردید که بعدها به گسترده‌ترین تفنگ نظامی در جهان تبدیل شد. این فشنگ تا دهه ۱۹۷۰ استاندارد اتحاد جماهیر شوروی بود. این کالیبر جدید با فشنگ‌های ۵٫۴۵×۳۹میلیمتری، که با اسلحه جدید AK-74 معرفی شده بود، جایگزین شد و همچنان با ورود نمونه‌های مدرن کلاشینکف در خدمت نیروهای مسلح روسیه (همچون AK-74M، و AK-12)، این فشنگ نیز همچنان مورد استفاده قرار می‌گیرد. پرونده بکارگیری کالیبر ۷٫۶ میلیمتری در قرن بیست و یک نیز با شروع توسعه نمونه پیشرفته AK-15 کماکان باز باقی مانده است.

## سلاح‌های کالیبر ۳۹×۷٫۶۲ میلی‌متر

### تفنگ تهاجمی
- زیگ اس‌جی ۵۵۰
- وی‌زیت. ۵۸
- سی‌زد ۸۰۵ برن
- آکا-۴۷
- آکاام
- آکا-۱۰۳
- آکا-۱۰۴
- آکا-۱۰۹
- آکا-۲۰۳
- آکا-۲۰۴
- آکا-۱۵
- آکا-۱۵ کا

### مسلسل
- آرپی‌دی
- آرپی‌کی

### تفنگ نیمه‌خودکار
- سیمونوف